# Gerda Munck
Gerda Agnete Munck, z domu Høpfner (ur. 2 stycznia 1901 w Kolding, zm. 24 grudnia 1986 w Risskov) – duńska florecistka, złota medalistka mistrzostw świata.
Podczas mistrzostw świata w Kopenhadze w 1932 roku (oficjalnie zawody tego cyklu rozgrywane są pod tą nazwą dopiero od 1937) Dunki w składzie Ulla Barding, Aase Holgersen, Inger Klint, Gerda Munck, Grete Olsen i Mitzi With wywalczyły złoty medal we florecie drużynowym. Był to jej jedyny medal zdobyty w zawodach międzynarodowych.
Na igrzyskach olimpijskich w Los Angeles w 1932 roku zajęła siódme miejsce we florecie indywidualnym. W rundzie finałowej wygrała dwa z dziewięciu pojedynków. Był to jej jedyny start olimpijski.